# ممتدات الزعانف
ممتدات الزعانف هي فوق رتبة من شعاعيات الزعانف تقع ضمن تحت طويئفة العظميات. صحة وجود هذه المجموعة مشكوك فيها، حيث أنها أنشأت لتوحيد رتبتين لا أكثر. وعلى نحوٍ غريب، هاتان الرتبتان هما أحاديتا المجموعة في أفضل الأحوال. وفي بعض الأحيان، يُعتبران أحاديتي النوع حتى (أي مجموعة لا تتضمن إلا نوعاً واحداً).
كما اعتقد بالأصل، فإن تتضمن ممتدات الزعانف رتبتي هلاميات الأنوف والمصباحيات. لكن أحياناً، تحذف الرتبة الأولى من المجموعة لكي تُصبح فوق رتبة أحادية النوع باسم «هلامية الأنوف». هاتان الرتبتان هما عظميات متطورة إلى حد معتدل، لكن كلاً منهما تكيفت وحدها فردياً مع بيئة ماء المحيط العميق. بعض أقارب هذه الأسماك مشابهة للسلمونيات وشوكيات الزعانف البدائية الأخرى، لكن هذا بحد ذاته ليس دليلاً على وجود علاقة قريبة. ومع هذا فإنه بلا ريب، تبدو ممتدات الزعانف أقارب قوية لشوكيات الزعانف البدائية. حتى أن بعض تحليلات التفريع الحيوي (التقسيم حسب الفرع الحيوي) وجدت أن المصباحيات على الأقل يَقع تصنيفها عميقاً ضمن الفوق رتبة الأخيرة (الشوكيات).
وهكذا فلا يُمكن الحكم بأنه من الأفضل تضمين ممتدات الزعانف مع شوكيات الزعانف البدائية. هناك خيار بديل باعتبار أن المجموعة بأكلمها هي عبارة عن فرع حيوي غير مصنف: ممتدات الزعانف وشوكيات الزعانف البدائية، والفوق رتب أحادية النوع سحليات الأسماك وربما البراقيات والفانوسيات أيضاً. لكن ربما يتطلب هذا تقسيم شوكيات الزعانف البدائية، حيث أن كل فوق رتبة من هذه المجموعة الكبيرة الجديدة ستحوي رتبتين على الأكثر (بالرغم من أن معظمها ستكون أحادية النوع)، حيث أن الوضع النسبي لكل هذه المجموعات ليس مصمماً بشكل جيد كثيراً. إسراف كهذا في التصانيف أحادية النوع مرفوض عموماً في علم التصنيف الحديث، في حال لم يَكن متطلباً بشكل مطلق لتصحيح التصنيف.